# Исмайлов, Гаджи Меджид оглы
Гаджи Меджид оглы Исмайлов (азерб. Hacı Məcid oğlu İsmayılov, род. 22 января 1944, Баку) — азербайджанский советский актёр, Народный артист Азербайджана (2000).

## Биография
Родился в Ичери-шехер, на месте отчего дома теперь итальянское посольство. Учился в средней школе № 190, посещал школьный драматический кружок, которым руководил Тофик Исмайлов.
В 1963 году поступил на факультет драмы и кино Азербайджанского государственного театрального института имени Мирзага Алиева, окончил институт в 1967 году. По окончании весь их курс пришёл в Ереванский азербайджанский драматический театр имени Джафара Джаббарлы. В том же году вернулся в Баку (родители были уже пожилыми людьми и надо было помогать им), ассистент кафедры сценической речи в Театральном институте.
Получил приглашение в труппу только что созданного Сумгаитского государственного драматического театра и впервые вышел на сцену 2 сентября 1968 года в молодёжной труппе. В этом театре сыграл роль дервиша Масталихшаха в комедии «Мусьо Джордан и Дервиш Масталишах». Позже — Джеффи в драме «Strange Missis Sawic» С. Патрика, Самандар в пьесе С. Папаяна «Да, мир изменился», Мамедали-бек в «Севили» Джафара Джаббарлы. С 16 февраля 1970 года работает в Академическом национальном драматическом театре. В первые же дни работы в этом театре сыграл роль Второго Кулама в трагедии Гусейна Джавида «Хайям».         
Первая роль на киностудии «Азербайджанфильм» — Мустафа (фильм «День рождения» Расима Оджагова), за эту роль награжден Государственной премией Азербайджанской ССР (1980).
Заслуженный артист Азербайджанской ССР (17 мая 1989 года), Народный артист Азербайджанской Республики (18 декабря 2000 года). Президентский пенсионер (1 апреля 2005 года).
Женат, имеет двоих детей и троих внуков. Улькяр, Нигяр и Азер.

## Фильмография
1964 — «Звезда»

1971 — «Последний перевал» крестьянин

1977 — «День рождения» Мустафа

1978 — « Bir Ailəlik Bağ Evi» эпизод

1978 — «Жена моя, дети мои» жених

1981 — «Перед закрытой дверью» Али 

1985 — «Рыцари чёрного озера»  Бакир 

1985 — «Украли жениха» Таги

1987 — «Сурейя»  Гейсар

1987 — «Другая жизнь» Гасанов

1989 — «Мерзавец» Гаджи

1989 — «Храм воздуха» Фируз

1991 — «Газельхан» Поэт

1993 — «Крик» Ровшан

1993 — «Сары Гялин» (Гадир, азербайджанец, сельский учитель, доброволец в отряде азербайджанских ополченцев.)

### Озвучивание
1980 — «Я ещё вернусь»

1981 — «Дедушка дедушки нашего дедушки»